# Cock Sparrer
I Cock Sparrer (inizialmente Cock Sparrow) sono un gruppo musicale britannico di genere Oi!, formatosi nel 1972 nell'East End di Londra.

## Storia
I Cock Sparrer nacquero da un'idea di Colin McFaull, Mick Beaufoy, Steve "Burge" Burgess e Steve Bruce, i quali si conoscevano da quando avevano undici anni. Suonando in club notturni a Londra e in periferia, svilupparono quello stile che fu poi chiamato Oi! o streetpunk, ossia "punk da strada". 
Nel 1976 la band incontrò Malcolm McLaren che presumibilmente offrì loro di firmare un contratto, affiancandoli così alla sua più recente scoperta musicale, i Sex Pistols. Secondo i membri dei Cock Sparrer, l'affare non andò mai in porto poiché Mclaren si rifiutò di offrire loro qualche birra. Secondo un'altra versione, fu perché i Cock Sparrer si rifiutarono di tagliare i capelli come McLaren avrebbe invece voluto.
Nel 1977 Garrie Lammin (il cugino di Burge) entrò nella band come secondo chitarrista. Nello stesso anno i Cock Sparrer firmarono un contratto con la Decca Records.
Il primo singolo pubblicato fu "Runnin' Riot", nel maggio 1977. Non ottenne molto successo, come per altro i successivi singoli, per questo la Decca decise di rompere con la band nel 1978. Il materiale composto in quel periodo non fu pubblicato fino al 2006. 
I Cock Sparrer si sciolsero nel 1980, ma nel 1981 vecchie canzoni dei Cock Sparrer furono incluse in diverse compilation Oi!, e suscitarono interesse verso  la band. Si riunirono nel 1982 e firmarono per la Carrere Records, con la quale pubblicarono il singolo "England Belongs to Me" seguito dal loro disco d'esordio, Shock Troops. Fu pubblicato verso la fine del 1983 ed includeva canzoni come "Where Are They Now", "I Got Your Number" e "Riot Squad". Nel 1984 Beaufoy lasciò il gruppo e fu sostituito da Shug O'Neill, poi rimpiazzato da Chris Skepis. L'album Running Riot fu pubblicato nell'ottobre del 1984.
La band si riunì diverse volte nel 1992 (con Daryl Smith come nuovo secondo chitarrista), e nel 1994 pubblicarono un nuovo album, Guilty as Charged. Nel 1997 pubblicarono l'album  Two Monkeys. Da allora i Cock Sparrer hanno partecipato ad alcuni concerti punk come il "Wasted festival".
La band ha pubblicato l'album "Here We Stand" nel novembre 2007.
Il 21 aprile 2017 la band pubblica il disco "Forever" 
Nel 2021 la band annuncia un concerto per celebrare i loro 50 anni di carriera il 10 settembre 2022 al Roundhouse di Londra; poiché i biglietti del concerto vengono tutti venduti, il gruppo annuncia una seconda data del concerto, il giorno prima. 

## Generi e testi
Nonostante non abbiano mai goduto di successi commerciali, i Cock Sparrer sono considerati una delle più influenti street punk band della storia, aprendo la strada per la scena punk tardo-anni 70 e il sottogenere oi!. Il loro stile è influenzato prevalentemente dal pub rock, il glam rock e la british invasion anni '60, ossia da gruppi come gli Small Faces, Rolling Stones, The Who ecc. I loro testi riguardano prevalentemente temi collegati alla vita quotidiana della gente comune, partite di calcio, bevute al pub con gli amici, donne, problemi con i genitori, disagio sociale, sogni ed illusioni. Le canzoni dei Cock Sparrer sono state reinterpretate da innumerevoli gruppi oi! e hardcore punk, inclusi i Bouncing Souls, gli Agnostic Front, i Dropkick Murphys, Roger Miret e i Disasters.

## Formazione originale
- Colin McFaull - voce
- Mick Beaufoy - chitarra
- Steve Burgess - basso
- Steve Bruce - batteria

## Discografia

### Album in studio
- 1982 - Shock Troops (Carrere, ristampato nel 1991 dalla Link)
- 1984 - Running Riot in '84 (Syndicate, ristampato come Runnin Riot 1988 nel 1988 dalla Link)
- 1987 - True Grit (Razor)
- 1994 - Guilty as Charged (Bitz Core)
- 1997 - Two Monkeys (Bitz Core)
- 2007 - Here We Stand
- 2017 - Forever  (Chase the Ace Records)

### EP
- 1995 - Run Away EP (Bitz Core)

### Singoli
- 1977 - Running Riot b/w Sister Suzie (Decca)
- 1977 - We Love You b/w Chip on my Shoulder (Decca)
- 1982 - England Belongs to Me b/w Argy Bargy (Carrere)
- 1995 - Run Away
- 2007 - Too Late b/w Because You're Young
- 2008 - Did You Have a Nice Life Without Me? b/w So Many Things

### Live
- 1987 - Live and Loud
- 2000 - Runnin' Riot Across the USA
- 2003 - Back Home

### Compilation
- 1997 - England Belongs to Me
- 1999 - Bloody Minded
- 2006 - The Decca Years